# 백초초등학교 우두분교
백초초등학교 우두분교는 대한민국 전라남도 여수시 돌산읍 상하동길 174 (우두리)에 있었던 공립 초등학교이다.

## 연혁
- 1938년 6월 30일 돌산공립심상소학교 우두간이학교 개교
- 1943년 6월 4일 돌산북공립국민학교 승격
- 1950년 6월 1일 돌산북국민학교 개칭
- 1967년 8월 6일 소경도분교장 개교
- 1968년 9월 3일 백초국민학교 분리
- 1984년 3월 1일 병설유치원 개원
- 1996년 3월 1일 돌산북초등학교로 개칭
- 1997년 3월 1일 우두초등학교로 개칭
- 1999년 9월 1일 백초초등학교 우두분교 편입
- 2013년 3월 1일 폐교